# (9106) Yatagarasu
(9106) Yatagarasu ist ein Asteroid des Hauptgürtels, der am 3. Januar 1997 vom japanischen Astronomen Takao Kobayashi am Oizumi-Observatorium (IAU-Code 411) in Ōizumi in der japanischen Präfektur Gunma entdeckt wurde.
Der Asteroid wurde am 4. Mai 2004 nach Yatagarasu benannt, einem Kami in der Mythologie des Shintō in Gestalt einer dreibeinigen Krähe. Seit dem 3. Juni 1931 (Shōwa 6) findet er sich auch auf den Emblemen der Japan Football Association und der japanischen Fußballnationalmannschaft wieder.